# Logia de los Tenientes de Artigas
La Logia de los Tenientes de Artigas es un círculo militar uruguayo de carácter secreto.
Fue fundado el 25 de agosto de 1964 por los militares Mario Aguerrondo y Julio Tanco. Entre sus miembros más relevantes se puede nombrar a los generales Esteban Cristi, Eduardo Zubía, Julio Vadora, Luis Vicente Queirolo, Abdón Raimúndez, Amaury Prantl, Boscán Hontou, Hugo Medina, Julio César Rapela, Manuel Núñez, Alberto Ballestrino, Iván Paulós (jefe de Inteligencia Militar entre 1979 y 1981) y Holmes Coitiño, y al teniente coronel José Nino Gavazzo.
Luego de la dictadura cívico-militar fue rebautizada Legión de los Tenientes de Artigas.
Varios presidentes del Centro Militar han sido miembros de esta logia.